# Новотавларово (Шаранський район)
Новотавла́рово (рос. Новотавларово, башк. Яңы Таулар) — присілок у складі Шаранського району Башкортостану, Росія. Входить до складу Акбарісовської сільської ради.
Населення — 219 осіб (2010; 250 у 2002).
Національний склад:
- башкири — 61 %
- татари — 38 %